# Camponotus villosus
Camponotus villosus är en myrart som beskrevs av W. C. Crawley 1915. Camponotus villosus ingår i släktet hästmyror, och familjen myror. Inga underarter finns listade.